# 贖罪の奏鳴曲
『贖罪の奏鳴曲』（しょくざいのソナタ）は、中山七里の推理小説。「御子柴礼司シリーズ」第1作。
著者初のリーガル・サスペンス作品。2012年2月18日放送の『王様のブランチ』でも紹介され、大森望も推奨した。2012年3月号の『ダ・ヴィンチ』の今月のプラチナ本にも選ばれた。
著者の他の作品にもたびたび登場する古手川と渡瀬のコンビが今作でも登場し、主人公である御子柴礼司に迫る。出版元は違うものの『連続殺人鬼カエル男』と同じく古手川が埼玉県警に配属になって1年が過ぎたころの話だが、時系列的にはこちらの方が後になり、人物や出来事が多数リンクしている。
著者の中山は、「主人公が変化していく物語と謎が解決していく物語を一緒に描きたい」と考え執筆を開始。結果、どんでん返しを含んだミステリーというだけではなく、少年法の是非や、障害者を持つ家族の実態、贖罪の意味など様々な問題を投げかける作品となった。“贖罪の奏鳴曲”というのは御子柴自身のソナタを表しており、ベートーベンの「ピアノソナタ第23番ヘ短調〈熱情〉」を聴くことによって改めて自分の罪と向き合うなど、音楽にも重要な役割がもたせてある。ある懲役囚から自身の本の感想を聞いた時、人を殺す人間というのは何かが欠落しており、それは言葉や知識ではなく感性であるということを知った中山は、音楽で感性が目覚めるというシーンを描くことを決意。医療少年院でピアノを弾く少女と出会うシーンでそれを実現させたが、演奏シーンが長すぎるのではないかという意見が編集者から挙がる。しかし長めにとらなければ主人公が変わっていくリアリティーが失われてしまうと思い、当初の長さのままにしてほしいとこだわって押し通した。

## あらすじ
上奥富運動公園を越えた先、入間川の堤防で30代前半と思われる全裸の男の死体が発見された。身体中に傷と打撲跡が刻まれており一見リンチを受けたかのようにも見えたが、パートナーの古手川和也と共に現場で死体を目にした埼玉県警捜査一課の渡瀬は、早々にこれが水死体であることを見抜き、また、左の掌中央に不自然な小円形の赤い窪みがあることに気づく。捜査本部が設置された狭山署で記者クラブに対して会見が開かれたところ、参加していた埼玉日報社会部記者の尾上善二の発言により、死体の身元がフリーの記者・加賀谷竜次であることがわかる。彼は強請りの常習者として有名であり、最近は保険金のために夫・彰一の人工呼吸器を止めて殺害したのではないかと騒がれている東條美津子の事件に関心を寄せていたらしい。そして監察医の光崎の報告により、左の掌にあった窪みは電流紋というものだと判明する。それは感電死するくらいの電流が一気にそこに流れたことを意味していた。
渡瀬は古手川と共に「東條製材所」を訪れる。美津子本人は現在拘留中だが、一人息子の幹也がオートメーション化された製材所で変わらず仕事を続けていた。そしてそこで、美津子の裁判を担当しているという弁護士の御子柴礼司と初めて顔を合わせる。御子柴の顔を見た渡瀬はすぐ、加賀谷がパソコンで頻繁に見ていた「少年犯罪ドットコム」というページの“園部信一郎”と同一人物であることに気づく。園部は26年前の昭和60年、幼女殺害事件の犯人として当時14歳で逮捕されていた。渡瀬は、加賀谷が強請っていたのは美津子ではなく御子柴なのではないかという疑いを抱くが、加賀谷の死亡推定時刻に御子柴は東京地裁で弁護中であり、アリバイは完璧だった。しかし殺しには免疫性があることを知っている渡瀬はなぜ御子柴が地位も名誉もない東條美津子の国選弁護人を引き受けたのがキーポイントになるはずだと考え、御子柴の素顔を知るため、関東医療少年院収容時に彼の教育担当だった稲見武雄に当時の様子を聞きに行く。
一方、御子柴は美津子が故意にストップさせたとされている人工呼吸器の製造元であるガーランド医療機器会社を訪れ、弁護のための切り札を見つけていた。そして最高裁弁論当日。傍聴席にいた渡瀬や幹也の前で、御子柴は法廷に人工呼吸器の実物を持ち込んでデモンストレーションを行い、美津子が無実であることを見事に証明し、対峙していた検事の額田順次を含めた関係者達を唸らせる。しかし当の御子柴の気持ちは晴れなかった。そして裁判では明らかにしなかったもう1つの真相を幹也に告げた後、帰ろうとした地下駐車場で、以前から自分を恨んでいた安武里美に刺されてしまう。気づいて駆け寄ってきた渡瀬ももう1つの真相に気づいていたと知って安堵しながら、御子柴の意識は遠のいていった。

## 登場人物

### 御子柴法律事務所・法曹界
御子柴 礼司（みこしば れいじ）
主人公。どんな罪名で起訴されようが必ず執行猶予を勝ち取り、まるで手品のように減刑させ、時には無罪にまでしてしまうということで名の通った気鋭の弁護士。誰にも知られていないが、実は昭和60年8月に起こった福岡市内の幼女殺害事件の犯人で、〈死体配達人〉として世間を騒がせた過去がある。
東條美津子の保険金殺人事件の国選弁護人を控訴審から引き受ける。狭山市入間川にフリーの記者・加賀谷竜次の死体を捨てる。
日下部 洋子（くさかべ ようこ）
「御子柴法律事務所」唯一の事務員。てきぱき動けるがその反面、まだ若くて図太さが足りず、敵も多い法律事務所では日常茶飯事に起こる嫌がらせなど些末な出来事を流す術をまだ知らない。
谷崎（たにざき）
東京弁護士会会長。中道系自由会。来年80歳になるという高齢であることや、健康問題によって近く会長職を退く予定ではあるが、その観察眼はいまだ油断ならない。弁護士会でたびたび上がる御子柴への懲戒動議をいつも収めるが、御子柴はあまり恩を感じていない。
自分の退官後のダークホースにならないかと御子柴に持ちかける。
宝来 兼人（ほうらい かねと）
弁護士。40代前半、20年以上のキャリアがあるが、貫禄や風格はなく卑賤さと計算高さが漂う男。メディアへの宣伝も激しく、荒稼ぎしていると業界では有名。
次期会長の地位を狙っており、堂々と御子柴にも一票を求める。
額田 順次（ぬかだ じゅんじ）
東條の事件で御子柴が対峙する検事。理論派で、法廷では闇雲に被害者の悲憤を訴えるのではなく、淡々と犯罪の行われた情況を再現させるタイプ。
眞鍋 睦雄（まなべ むつお）
最高裁判所長官。白髪交じりで額には深い皺が刻まれている。

### 東條製材所
東條 美津子（とうじょう みつこ）
保険金殺人の容疑で逮捕された被告。故意に夫・彰一の人工呼吸器を遮断したとされている。当初は介護疲れの末の犯行であろうと警察もマスコミも同情的だったが、事故に遭う寸前に3億円の死亡保険が彰一にかけられていたことが発覚したため、反動激しく、「希代の悪女」と断罪されてしまった。裁判の結果、一審、二審は無期懲役。担当であった桑江弁護人は上告したが、高齢と心労が重なり緊急入院。後を御子柴が引き継ぐことになった。昭和42年7月9日生まれ、事件時42歳。大麻取締法違反で逮捕された前歴がある。
東條 幹也（とうじょう みきや）
美津子と彰一の一人息子。先天性の脳性麻痺で生まれる。自由に動かせるのは左手のみで、他はほぼ不随なため、自走式の車椅子に乗っている。18歳。言語症でしゃべることもできないので、携帯電話で文字を打って会話をする。視聴覚と思考能力は健常者と同程度にあり、嗅覚はそれ以上。
東條 彰一（とうじょう しょういち）
享年48。自分の工場のトラックが荷載限度オーバーでワイヤーが切れ木材が落下した時、傍にいたために巻き込まれ、脳挫傷で意識不明の重体になりその後、集中治療室で息を引き取る。生前、障害者だからこそなんでも1人でできるようにならなければいけないと、幹也を決して甘やかさず、介助も本当に必要な時しかしなかった。その代わり、家の中や工場のバリアフリー化、機械のオートメーション化など、幹也に動かせるものを極力増やし、将来は幹也に工場を継がせる準備をしていた。
桑野（くわの）
介護サービス「はつらつナーシング」の男性介護士。幹也の担当。
高城（たかしろ）
工場主任。ごま塩頭で無愛想だが、製材の知識と扱いは誰よりも詳しい古株社員。彰一と2人で東條製材所を興した。彰一亡き今は番頭役に徹して幹也を支えている。

### 警察・捜査関係者
古手川 和也（こてがわ かずや）
埼玉県警捜査一課の刑事。不良学生にそのまま背広を着せたような印象。渡瀬と仕事をするようになって1年。自らも両親からは疎外されて育ったため、御子柴の境遇に近いものを感じる。
渡瀬（わたせ）
埼玉県警察本部刑事部捜査一課課長補佐であり、警部で班長。県警本部随一の検挙率を誇り、上級職も狙える立場にいながら未だ現場に拘泥する古強者。デスクワークを何より嫌う現場主義。ミステリー小説をよく読んでいるらしく、受け売りを披露することがある。古手川によると、「電気椅子の仕様など、どうでもいいことに博識」「警察手帳を咥えて生まれてきたような男」。中肉中背の50代。外見の凶暴さとは裏腹に、相当な知略家であり策謀家である。
里中（さとなか）
埼玉県警本部部長。
栗栖（くりす）
埼玉県警本部課長。
宇津木（うつぎ）
埼玉県警本部の管理官。
鍋島（なべしま）
狭山署署長。
光崎（みつざき）
監察医で教授。仕事が早い。片手で夕飯をかきこみながら、片手でメスをはしらせることができる。今作では名前のみ登場。

### 関東医療少年院（過去）
稲見 武雄（いなみ たけお）
園部信一郎（御子柴）の教育担当教官。左足が不自由。顔は深い皺と老人斑で埋められているが、強情そうな太い眉が印象的。残りが少なくなった短めの白髪。70代半ばを過ぎていると思われる。厳しいが見ているところはちゃんと見ていると院生達からは評価が高い。
26年経った現在は「伯楽園」という特別養護老人ホームに入所している。
嘘崎 雷也（うそざき らいや）
本名は磯崎来也（いそざきらいや）。“嘘崎”はプリズン・ネーム。医療少年院で御子柴に最初に話しかけてきた関西弁の少年。御子柴と同じ背丈、ジャガイモのような頭、大根のような二の腕をしている。当時16歳で御子柴より2歳年上。優等生とはほど遠く、作業も真面目にせず、すぐ他の院生にちょっかいを出す。「儲かる職業で、一度資格をとったら敗訴を続けようが犯罪を犯そうがはく奪されず、定年も無い」という理由で弁護士を志望していた。
夏本 次郎（なつもと じろう）
身長180cm以上、肥満気味。左手が肩先から無く、口がきけない。性格はひどく臆病。雷也と一緒にいることが多い。考えていることがすぐ顔に出る。
柿里（かきざと）
雷也と次郎の担当教官。雷也と夏本を目の敵にし、暴言・体罰も日常茶飯事に行う。瓜実顔に三白眼。
島津 さゆり（しまづ さゆり）
身長140センチメートルあるかないかの小柄な少女。短髪。医療少年院の年1回行われる合唱会で彼女が弾いたピアノ「ベートーヴェン・ピアノソナタ第23番ヘ短調〈熱情〉」に御子柴は魂を突き動かされるような感動を覚える。“島津さゆり”はプリズンネーム。
御前崎（おまえざき）
医療担当教官。さゆりの矯正に音楽教育が有効と考え、ピアノをプログラムに取り入れた。本作では名前のみ登場。

### その他
加賀谷 竜次（かがや りゅうじ）
入間川で死体となって発見された男。30代前半。小柄で、前髪の生え際はかなり後退している。マスプロ製のものを多く身に着けている没個性な人物。中堅どころの出版社の記者だったが、最近はフリーで活躍していた。5年前、野党党首の長男の覚せい剤受け渡し現場をスッパ抜き、『週刊トピックス』の売り上げに多大な貢献をしたということで記念の時計と金一封をもらったが、そのことを記者仲間に武勇伝としてうるさいくらいに自慢していた。出版業界が不況になると、スクープを売りつける相手を雑誌社から当事者自身に変え、強請りの常習者と化した。
鈴木 浩志（すずき ひろし）
被害総額21億7500万円という振り込め詐欺の容疑で逮捕され、東京拘置所に勾留された人物。自分の本名が嫌いで、錦織拓也と名乗っている。30歳。元IT企業の従業員だったがリストラにあい、詐欺に手を出した。御子柴に弁護を依頼する。父親は昔に亡くなり、母親は再婚相手と島根に住んでいる。
尾上 善二（おのうえ ぜんじ）
埼玉日報社会部記者。記者仲間からは、短躯でよく走りどこにでも潜り込んで獲物をかっさらっていくその様子から「ネズミ」という渾名をつけられている。押しの強さと嗅覚は天下一品だが、作り笑いの下に透けてみえる下賤さと酷薄さのせいで彼を好くものは誰もいない。慇懃無礼をモットーとしている。
安武 里美（やすたけ さとみ）
晃（あきら）という息子がいたが、イジメを苦に自殺した。そのイジメの加害者を弁護したのが御子柴だったため、彼を悪魔だと憎んでいる。
塚本 由香利（つかもと ゆかり）
健勝生命保険株式会社の外交員。49歳。美津子の知り合い。彰一と生命保険の契約をかわした。
門前 隆弘（もんぜん たかひろ）
41歳。人工呼吸器の製造元であるガーランド医療機器製造開発部主任。白衣の上からでも筋肉質であることがわかる格闘家のような体格をしている。
都築 雅彦（つづき まさひこ）
37歳。狭山市立総合メディカルセンターに勤務している医師。東條彰一の担当医だった。

## 書籍情報
- 単行本：講談社、2011年12月21日発売、ISBN 978-4-06-217377-3
- 文庫：講談社文庫、2013年11月15日発売、ISBN 978-4-06-277666-0

## テレビドラマ（WOWOW版）
WOWOWの「連続ドラマW」にて2015年1月24日から2月14日までの土曜22:00から放送。全4話。主演は三上博史。その三上とはプライベートでも交流があるという青山真治がWOWOWで初監督を務め、2人は2003年の映画『月の砂漠』以来13年ぶりに仕事でタッグを組む。
中山七里の作品が連続テレビドラマ化されるのは今回が初。自身の作品には映像化に不向きなトリックやセンシティブな問題を多く取り入れる傾向があり、映像化は不可能だと考えていたため、「オファーが来た時は誰よりも驚いた。スタッフ・キャストの皆さんには脱帽した。」と話している。

### キャスト
- 御子柴礼司 - 三上博史
- 東條幹也 - 染谷将太
- 東條美津子 - とよた真帆
- 古手川和也 - 白石隼也
- 門前隆弘 - 野間口徹
- 塚本由香利 - 山下容莉枝
- 額田順次 - 堀部圭亮
- 稲見武男 - 中原丈雄（特別出演）
- 渡瀬 - リリー・フランキー
- 小松 - 信太昌之
- 園部信一郎 - 谷藤力紀
- 加賀谷竜次 - 本田大輔
- 吉原妙子 - 水崎綾女
- 東條彰一 - 中脇樹人
- 高城清助 - 菅田俊
- 今井涼太 - 勝矢
- 日下部洋子 - 川添野愛
- 安武里美 - 黒沢あすか
- 柿里恒春 - 川瀬陽太
- 島津さゆり - 平祐奈（現在：中村明日美）
- 嘘崎雷也 - 百瀬朔
- 桑江忠志 - 螢雪次朗
- 都築雅彦 - 斉藤陽一郎
- サングラスの男 - 吉田鋼太郎

### スタッフ
- 監督 - 青山真治
- 脚本 - 西岡琢也
- 原作 - 中山七里『贖罪の奏鳴曲』
- 音楽 - 山田勳生、青山真治
- ピアノ演奏 - 中村明日美

| WOWOW 土曜オリジナルドラマ 連続ドラマW   | WOWOW 土曜オリジナルドラマ 連続ドラマW | WOWOW 土曜オリジナルドラマ 連続ドラマW |
| 前番組                                   | 番組名                                 | 次番組                                 |
| ---------------------------------------- | -------------------------------------- | -------------------------------------- |
| 平成猿蟹合戦図 (2014.11.15 - 2014.12.20) | 贖罪の奏鳴曲 (2015.1.24 - 2015.2.14)   | 硝子の葦 (2015.2.21 - 2015.3.14)       |

## テレビドラマ（東海テレビ / フジテレビ版）
『悪魔の弁護人・御子柴礼司 〜贖罪の奏鳴曲〜』（あくまのべんごにん みこしばれいじ しょくざいのソナタ）のタイトルにおいて、東海テレビ制作・フジテレビ系「オトナの土ドラ」で2019年12月7日から2020年1月25日まで放送された。主演は要潤。
「御子柴礼司シリーズ」4作（『贖罪の奏鳴曲』『追憶の夜想曲』『恩讐の鎮魂曲』『悪徳の輪舞曲』）を原作としている。

### キャスト（東海テレビ / フジテレビ版）
- 御子柴礼司〈44[15]〉（弁護士） - 要潤（園部信一郎・少年期：大西利空）
- 日下部洋子〈35[15]〉（御子柴法律事務所 事務員） - ベッキー[14]
- 桜葉あすみ（舞町新聞社 記者） - 玄理
- 宝来兼人（弁護士） - 本村健太郎[16]
- 横山紗矢（検察事務官） - 田中こなつ
- 岬恭平〈55[15]〉（東京地検 次席検事） - 津田寛治[14]

#### ゲスト
第1話
- 津田要蔵（亜季子の義父） - 山田明郷（第2話）
- 津田美雪（亜季子の長女） - 豊嶋花（第2話）
- 安武里美（中学生いじめ自殺民事訴訟 原告） - 金谷真由美（第2話）
- 青柳俊彦（金融業） - 西興一朗（第2話）
- 津田倫子（亜季子の次女） - 本保佳音（第2話・第3話・第5話・最終話）
- 津田伸吾〈享年40〉（亜季子の夫） - 渡辺慎一郎（第2話）
- 吉脇謙一（亜季子の元同僚） - 玉熊直人
- 津田亜季子（世田谷・夫殺害事件 被告人） - 奥菜恵（少女期：堰沢結愛）（第2話・最終話）
- 村田（安武里美の息子の元担任） - 山沖純
- 佐原みどり（福岡早良区女児殺害事件 被害者） - 渋谷南那（第2話・第3話・第5話・最終話）
- 稲見武雄（医療少年院 元教官） - 勝野洋（第1話は写真出演・第2話 - 第5話）
- 三条（裁判長） - 白石タダシ
- 中学生いじめ自殺裁判長 - 岐部公好

第2話
- 溝端庄之助（亜季子の元主治医） - 大林丈史
- 亜紀子の父 - 岡安泰樹
- 亜紀子の母 - 丸岡真由子

第3話
- 石動恭子（稲見の元妻） - 赤座美代子（第4話・第5話）
- 小笠原栄（伯楽園 入居者） - 泉晶子（第5話）
- 久仁村兵吾（伯楽園 入居者） - 菅野久夫（第5話）
- 後藤清次（伯楽園 入居者） - 渡部雄作（第5話）
- 前原譲（伯楽園 介護士） - 藤原シンユウ（第5話）
- 菅山（赤羽南警察署 警察官） - 松林慎司（第4話）
- 栃野守（伯楽園 介護士） - 小多田直樹（第4話・第5話）
- 山崎（ヤクザ） - 龍坐
- 矢野（東京地検 検事） - 関野昌敏
- 裁判長 - 松澤仁晶
- 法廷傍聴人 - 舟津大地、橘さおり
- アナウンサー - 福島智之（東海テレビアナウンサー）

第4話
- 嘘崎雷也〈16〉（信一郎と同室の院生） - 下川恭平
- 栃野一美（栃野守の母） - 山本みどり
- 柿里（医療少年院 教官） - 嶋尾康史
- 山岸（医療少年院 教官） - スチール哲平
- 日浦香織（ブルーオーシャン号転覆事件 被害者） - 平澤瑠菜（第5話）
- 医師 - 結城さなえ

第5話
- 日浦頌栄（日浦香織の父） - 柴田次郎
- 石動武士〈享年33〉（稲見の息子） - 岩田玲
- 浦口（パン屋の店主） - 岩寺真志

第6話
- 薦田梓（御子柴の妹） - 森脇英理子（園部梓・幼少期：前田織音）（第7話・最終話）
- 成沢拓馬〈享年75〉（郁美の再婚相手） - 市山貴章（第7話・最終話）
- 岬啓二（岬恭平の弟） - 岡部たかし（第7話・最終話）
- 高須（館林のアパートの管理人） - 水木薫
- 木嶋（成沢家の隣人） - ぶっちゃあ（最終話）
- 桐生（東京地検 検事正） - 矢嶋俊作
- 成沢郁美（御子柴の母） - 浅野温子（第7話・最終話）

第7話
- 友原行彦（福岡県警 刑事） - 大西武志
- 園部謙造（御子柴の父） - 野仲イサオ（最終話）
- 岬洋介（岬恭平の息子） - 吉村卓也（最終話）

最終話
- 氏家（元科捜研 研究員） - 岩谷健司
- 小曾根（大田区無差別殺傷事件 被害者の息子） - 平野貴大

### スタッフ（東海テレビ / フジテレビ版）
- 原作 - 中山七里 「御子柴礼司シリーズ」
- 企画 - 市野直親（東海テレビ）
- 脚本 - 泉澤陽子、戸田彬弘
- 音楽 - 島崎貴光（スマイルカンパニー）、佐々木裕（スマイルカンパニー）、コヤマヒデカズ（スマイルカンパニー）
- 演出 - 村谷嘉則、松田祐輔、稲葉正宏
- 協力プロデューサー - 遠山圭介（東海テレビ）
- プロデューサー - 松本圭右（東海テレビ）、渡辺良介（大映テレビ）、椋尾由布子（大映テレビ）
- 主題歌 - Lefty Hand Cream「ポーカーフェイス」[28]
- 制作著作 - 大映テレビ
- 制作 - 東海テレビ

### 放送日程（東海テレビ / フジテレビ版）
| 第1話                                                        | 2019年12月07日 | 悪徳 | 冷徹&悪徳… 最恐の弁護士ヒーローが今夜誕生!! 正義の意味が問われる衝撃ラスト!      | 泉澤陽子 | 村谷嘉則 | 3.4％ |
| 第2話                                                        | 12月15日       | 逆転 | 正義なんかどうでもいい… 大逆転法廷劇に衝撃!! 今夜はクールな悪魔が二度驚かす!?    | 泉澤陽子 | 村谷嘉則 | 3.3％ |
| 第3話                                                        | 12月22日       | 恩讐 | 新展開 依頼人はかつての恩師 恩返しか?…復讐か? 今夜傷だらけの悪魔が暴走し始める   | 戸田彬弘 | 村谷嘉則 | 3.2％ |
| 第4話                                                        | 12月28日       | 罪人 | 今夜、悪魔の衝撃過去が判明 悪魔の後悔と強い決意 悪魔の味方も現れる?悪魔の逆襲劇  | 戸田彬弘 | 松田祐輔 | 2.1％ |
| 第5話                                                        | 2020年1月04日  | 呪縛 | 新年もアクセル全開の悪魔!! どんでん返しの裁判の行方は!? 悪魔VS依頼人衝撃のラスト | 戸田彬弘 | 松田祐輔 | 2.9％ |
| 第6話                                                        | 1月11日        | 母親 | 最終章 依頼人は…実の母親!? 過去に翻弄される悪魔 今夜ラストはあの男が渾身逆襲劇!! | 泉澤陽子 | 村谷嘉則 | 2.8％ |
| 第7話                                                        | 1月18日        | 暴走 | 暴走!!止まらない世間の悪意 荒れる法廷と母の秘密 今夜ラストに御子柴が重大告白!?   | 泉澤陽子 | 稲葉正宏 | 2.3％ |
| 最終話                                                       | 1月25日        | 贖罪 | 衝撃弁護士やめるってよ!? 贖罪を探し続ける悪魔 母の運命賭けた最後の大逆転法廷!!   | 泉澤陽子 | 村谷嘉則 | 3.2%  |
| （視聴率はビデオリサーチ調べ、関東地区・世帯・リアルタイム） |                |      |                                                                                  |          |          |       |

- 第2話は『東アジア E-1サッカー選手権男子 日本対 香港』（19時00分 - 21時24分、フジテレビ制作）のため、日曜日になってからの放送（0時１0分 - 1時05分）の放送。
- 第3話は『全日本フィギュアスケート選手権女子フリー」（19時00分 - 21時15分予定だったが、フィギュアスケート中継5分延長（19時00分 - 21時20分、フジテレビ制作）のため、（23時55分 - 0時50分）の放送予定だったが日曜日になってからの放送（0時00分 - 0時55分）に放送。

| 東海テレビ制作・フジテレビ系 オトナの土ドラ | 東海テレビ制作・フジテレビ系 オトナの土ドラ                                 | 東海テレビ制作・フジテレビ系 オトナの土ドラ     |
| 前番組                                      | 番組名                                                                      | 次番組                                          |
| ------------------------------------------- | --------------------------------------------------------------------------- | ----------------------------------------------- |
| リカ （2019年10月5日 - 11月30日）           | 悪魔の弁護人・御子柴礼司 〜贖罪の奏鳴曲〜 （2019年12月7日 - 2020年1月25日） | パパがも一度恋をした （2020年2月1日 - 3月22日） |